# Pawel Iwanowitsch Gurkalow
Pawel Iwanowitsch Gurkalow (russisch Павел Иванович Гуркалов; * 15. Februar 1939 im Dorf Taschla, Tjulganski Rajon, Oblast Orenburg, Russische SFSR, Sowjetunion; † 8. Juni 2023) war ein russischer Politiker. Von 1994 bis 1996 war er Mitglied des Föderationsrates von Russland.

## Leben
Gurkalow absolvierte 1960 die Mechanische Hochschule Orenburg und 1974 das Allsowjetische Polytechnische Institut (heute Moskauer Staatliche Offene Universität). Von Beruf her war er Metallurgieingenieur.
Von 1990 bis 1993 war Gurkalow Abgeordneter des Volksdeputiertenkongresses Russlands. Bei der Parlamentswahl in Russland 1993 wurde er in die erste russische Staatsduma gewählt. Ein Jahr später wurde er in den Föderationsrat gewählt. Bei der Präsidentschaftswahl in Russland 1996 war er Vertrauter von Boris Jelzin.
Nach dem Abgang aus der Politik war Gurkalow einige Jahre im Wirtschafts- und Bankensektor tätig.